# Christmas Inheritance
Christmas Inheritance es una película navideña de comedia dramática de 2017 dirigida por Ernie Barbarash y escrita por Dinah Eng. La película es protagonizada por Eliza Taylor, Jake Lacy y Andie MacDowell. Fue estrenada en Netflix el 15 de diciembre de 2017.

## Reparto
- Eliza Taylor como Ellen Langford.
- Jake Lacy como Jake Collins.
- Andie MacDowell como Debbie Collins.
- Michael Xavier como Gray Pittman.
- Neil Crone como Jim Langford.
- Anthony Sherwood como tío Zeke Langford/Santa.
- Bill Lake como capitán Williams.
- Martin Roach como sheriff Paul Greenleaf.
- Joanna Douglas como Cara Chandler.
- Mikayla Radan como Olivia «Livvy» Chandtler.
- Lori Hallier como Alice.
- Mag Ruffman como Kathy Martin.
- Lindsay Leese como Mrs. Worthington.
- Telysa Chandler como Annabelle.
- John Tench como Baxter.

## Producción
La película comenzó a rodarse en North Bay, Ontario el 24 de marzo de 2017, y la producción principal terminó el 8 de abril de 2017.